# Jerónimo Jacinto Espinosa
Pour les articles homonymes, voir Espinosa.
Jerónimo Jacinto Espinosa est un peintre espagnol baptisé à Cocentaina le 20 juillet 1600, et mort à Valence en 1667.

## Biographie
Il est le fils du peintre Jerónimo Rodríguez de Espinosa (1562, à Valladolid– vers 1630, à Valence) et a été formé par lui. Le déplacement de la famille à Valence doit probablement dater de 1612. C'est aussi l'année de son premier travail connu et montrant sa précocité. En 1616, il a été inscrit au Collège des Peintres avec son frère Antonio Luis et déclare qu'il travaille avec son père depuis un an. Ce collège avait été créé en 1607 par Francisco Ribalta (1565-1628). Il a travaillé avec les Ribalta dont il est devenu le plus important disciple. À la mort de Francisco Ribalta, il est devenu le peintre le plus important de la ville de Valence.
Ses tableaux montrent l'influence de Pedro Orrente et la connaissance du naturalisme de l'école caravagesque napolitaine. Entre 1640 et 1646 il a peut-être fait un voyage à Séville où aurait pu voir les œuvres de Francisco de Zurbarán dont les tableaux postérieurs à 1646 montrent d'étroits rapports.
Ses peintures sont essentiellement religieuses avec des séries de toiles de grandes dimensions gardant longtemps un goût prononcé pour de contrastes forts d'ombres et de lumières dans la tradition ténébriste, une construction monumentale avec des masses verticales austères et dépouillées, un certain refus du mouvement qui en ont fait un peintre au style attardé par rapport aux tendances stylistiques de son époque mais d'une grande sincérité.